# Fujiwara no Michimasa
Fujiwara no Michimasa (藤原道雅?   992 - 25 de agosto de 1054) fue un kugyō y poeta japonés que vivió a mediados de la era Heian. Fue conocido con los seudónimos de Michimasa Sanmi (道雅三位?), Ara Sanmi (荒三位?), entre otros.

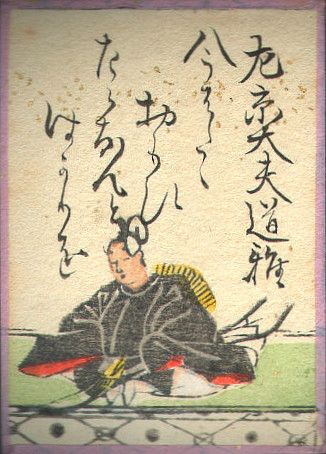
Fujiwara no Michimasa, en el Ogura Hyakunin Isshu.

Fue nieto de Fujiwara no Michitaka y de Takashina no Kishi y sobrino de Fujiwara no Teishi, esposa del Emperador Ichijō. Su padre fue el Jundaijin Fujiwara no Korechika y su madre fue la hija del Dainagon Minamoto no Shigemitsu; tuvo como hijo al monje budista Kagujo.
Su abuelo Michitaka tuvo un excesivo cariño sobre Michimasa hasta que en 995 fallece. Al año siguiente, su padre Korechika estuvo involucrado en un incidente con el Emperador Kazan en donde descargó una flecha que sólo podía usar el emperador, y por lo tanto fue exiliado de Kioto y degradado a Dazaigon no Sochi. En 1004 Michimasa recibió el grado de Jugoi, en 1011 fue nombrado asistente del Príncipe Atsuhira (futuro Emperador Go-Ichijō); cuando el Emperador Go-Ichijō ascendió al trono en 1016, lo nombró como Kurodonotō y poco después lo promovió como Jusanmi. Sin embargo, en el mismo año fue acusado de cometer adulterio con la Princesa Imperial Tōshi, Saiō (Suma Sacerdotisa) del Santuario de Ise, provocando la ira del Retirado Emperador Sanjō, padre de la princesa, y fue castigado con la censura del emperador.
En 1024 ocurrió un incidente en donde una Princesa Imperial, hija del Retirado Emperador Kazan, había sido asesinada y unos perros callejeros se habían comido su cadáver. Este incidente provocó el repudio de la Corte Imperial y fue investigado por el Kebiishi. No fue hasta en 1025 en que se captura a un monje budista que era sospechoso del suceso y éste confesó que Michimasa fue el responsable en el asesinato de la princesa. El caso quedó inconcluso y dicha historia está reseñada en el diario Ōki de Fujiwara no Sanesuke, pero Michimasa debió renunciar en 1026 a sus cargos administrativos de Konoe Chūshō y de Ukyō Gondaibu. Hacia 1045 fue promovido a Sakyō Daibu y nombrado en un cargo administrativo en la provincia de Bitchū en 1051. En 1054 se retiró de la vida pública y organizó concursos de waka, poco después se convirtió en un monje budista y falleció en el mismo año.
Fue conocido en la poesía waka y está considerado dentro de la lista antológica Chūko Sanjūrokkasen y en el Ogura Hyakunin Isshu. Seis de sus poemas fueron incluidos en la antología imperial Goshūi Wakashū. 